# Hannah Hodson
Hannah Hodson Rose (née le 10 septembre 1991) est une actrice américaine.
Elle joue dans la série Hawthorne : Infirmière en chef dans laquelle elle interprète Camille Hawthorne.

## Biographie

### Jeunesse
Hannah est née à San Francisco mais grandit à Brooklyn.

### Carrière
Elle commence sa carrière en jouant dans une pub pour Nike plus précisément pour les Air Jordan réalisé par Spike Lee. Et plus tard dans le court métrage de Lee "Enfants Jésus de l'Amérique". Elle a également joué dans le film TNT spéciaux The Ron Clark Story comme Shameika, pour lequel elle a remporté le prix e la meilleure jeune artiste en 2007.

## Vie personnelle
Hodson est diplômé de l'École de Beacon en 2009. Elle assiste maintenant à Hampshire College à Amherst, Massachusetts, où elle étudie le théâtre et la science politique.

## Filmographie

### Cinéma
- 2009 : Pour l'amour de Bennett : Amy
- 2010 : The Family Tree : Ashley
- 2010 : My Soul to Take : Une Fille

### Télévision
- 2006 : The Triumph : Shameika Wallace
- 2009-présent : Hawthorne : Infirmière en chef : Camille Hawthorne
- 2010 : Blue Bloods : Yolanda